# Эпигенез (биология)
Эпигенез (или, в отличие от преформизма, неоформизм) — процесс развития растений, животных или грибов из семян, яиц или спор через последовательность стадий, в которых дифференцируются клетки и образуются органы.
Исторически идея эпигенеза противостояла идее преформизма — наличия в гаметах уже в какой-то мере сформированного организма.
Аристотель впервые опубликовал теорию эпигенеза в своей книге «О возникновении животных». Хотя эпигенез кажется очевидным фактом в сегодняшнюю генетическую эпоху, исторически креационистские теории происхождения жизни препятствовали его принятию. Однако в конце XVIII века продолжительные и противоречивые дебаты среди биологов, наконец, привели к тому, что эпигенез затмил давно устоявшуюся преформистскую точку зрения. Эмбриолог Каспар Фридрих Вольф в 1759 году опроверг преформизм в пользу эпигенеза, но это не положило конец преформизму.
В истории науки почти одновременно развивались идеи преформизма и эпигенеза.